# Hôn nhân cùng giới ở Guam
Guam, một lãnh thổ chưa hợp nhất của Hoa Kỳ, đã bắt đầu cấp phép và công nhận các cuộc hôn nhân cùng giới vào ngày 9 tháng 6 năm 2015, sau phán quyết của Tòa án quận đảo Guam vào ngày 5 tháng 6 năm 2015, cho rằng lãnh thổ cấm kết hôn cùng giới là vi hiến.
Guam là lãnh thổ hải ngoại đầu tiên của Hoa Kỳ công nhận hôn nhân cùng giới. Vào ngày 27 tháng 8 năm 2015, Đạo luật Bình đẳng Hôn nhân được thông qua bởi Cơ quan Lập pháp đảo Guam có hiệu lực, chính thức kết hợp phán quyết của tòa án liên bang vào luật pháp định.

## Quy chế hôn nhân
[[File:Same-sex marriage map Oceania.svg|thumb|left|upright=1.5|Công nhận các mối quan hệ cùng giới ở Châu Đại Dương
{{legend-shell|lang=en|title=Luật liên quan đến tình dục cùng giới ở Châu Đại Dương|
(Tên quốc gia sẽ xuất hiện khi di chuột qua khi bản đồ được xem ở kích thước đầy đủ. Các đường bao quanh là EEZ của mỗi quốc gia.)
]]
Đạo luật hữu cơ đảo Guam năm 1950, một đạo luật của Quốc hội Hoa Kỳ, không đề cập đến câu hỏi về hôn nhân. Kể từ tháng 8 năm 2015, các đạo luật hôn nhân của đảo Quỷ đã công nhận hôn nhân của các cặp cùng giới. Trước đây, một đạo luật năm 1994 quy định trách nhiệm của Bộ Y tế Công cộng đảo quốc đã xác định hôn nhân là sự kết hợp của một người đàn ông và một người phụ nữ.
Luật đó, trong đó có lệnh cấm kết hôn "giữa chú và cháu gái hoặc dì và cháu trai", được cho là cho thấy phơi bày ở đảo Guam chỉ công nhận hôn nhân khác giới. Họ lấy nhau làm vợ chồng. "Đối với các cuộc hôn nhân từ các khu vực pháp lý khác, các bức tượng nêu rõ:
Tất cả các cuộc hôn nhân được ký kết bên ngoài lãnh thổ của đảo Guam, sẽ có hiệu lực theo luật pháp của quốc gia có cùng hợp đồng, đều có giá trị trong lãnh thổ đảo Guam.

Luật năm 1994, đưa ra các tiêu chuẩn và quy trình cho Bộ Y tế Công cộng, bao gồm định nghĩa này:
Hôn nhân có nghĩa là liên minh hợp pháp của những người khác giới. Tính hợp pháp của liên minh có thể được thiết lập theo các quy định dân sự hoặc tôn giáo, như được công nhận bởi luật pháp của đảo Guam.

Các tòa án liên bang ở đảo Guam phải tuân theo các tiền lệ được thiết lập vào năm 2014 bởi các quyết định của Tòa án phúc thẩm vòng thứ chín trong Latta v. Otter và Sevcik v. Sandoval, trong đó phát hiện sự từ chối quyền kết hôn của Idaho và Nevada đối với các cặp cùng giới là vi hiến. Tòa án quận đảo Guam đã lưu ý tiền lệ này trong phán quyết tháng 6 năm 2015, buộc các quan chức của Guam phải thi hành luật năm 1994 "Hoặc quy định trong phạm vi họ cấm các cặp cùng giới đủ điều kiện kết hôn ở đảo Guam".

### Luật bình đẳng 2015
Sau phán quyết của Tòa án quận Guam vào tháng 6 năm 2015, vĩnh viễn không cho các quan chức đảo chính Guam thi hành luật năm 1994 cấm kết hôn cùng giới và phán quyết của Tòa án tối cao Hoa Kỳ trong Obergefell v. Hodges, các nhà lập pháp đảo Guam ngày 12 tháng 8 năm 2015 đã thông qua Đạo luật bình đẳng hôn nhân năm 2015, tạo ra sự bình đẳng hợp pháp trong hôn nhân dân sự. Dự luật được thông qua với tỷ lệ 13-2 tại đảo đơn phương Lập pháp. Nó có hiệu lực vào ngày 27 tháng 8 năm 2015.
Luật đã sửa đổi định nghĩa về hôn nhân theo luật đảo Guam như sau:
Hôn nhân có nghĩa là sự hợp nhất giữa hai người mà không liên quan đến giới tính.

## Dự thảo luật
Sau khi Vermont ban hành luật hôn nhân cùng giới, lần thứ 27 Đại hội Thanh niên đảo Guam, một cơ quan tư vấn đệ trình luật lên ủy ban của Lập pháp đảo Guam, đã chuyển tiếp Dự luật hợp pháp hóa các kết hợp dân sự cho Cơ quan lập pháp, với dự luật được hỗ trợ bởi Người phát ngôn Derick Baza Hills.
Một biện pháp tương tự đã thất bại trong Đại hội Thanh niên đảo Guam lần thứ 25 chỉ bằng một phiếu bầu. Trích dẫn các phán quyết gần đây tại các tòa án như quyết định nhất trí đảo ngược lệnh cấm hôn nhân cùng giới ở Iowa, Hills sau đó nhận xét rằng các tòa án sẽ rất cần thiết để đảm bảo chúng tôi "cho phép quyền bình đẳng", ông tuyên bố trong một thông cáo báo chí. Mặc dù hôn nhân cùng giới sau đó không được xem xét ở đảo Guam, Hills đã chắc chắn chỉ ra rằng "Chúng tôi có những người ủng hộ Lập pháp [những người ủng hộ các kết hợp dân sự đồng tính]... Tôi cảm thấy và biết rằng có những thượng nghị sĩ thoải mái ủng hộ luật này. "Hills kêu gọi Cơ quan lập pháp của đảo Guam đưa ra luật để thành lập các công đoàn như vậy, mặc dù chưa rõ phạm vi quyền được cấp.
Vào ngày 3 tháng 6 năm 2009, Phó Chủ tịch BJ Cruz đã giới thiệu Dự luật số 138, tổ chức này sẽ thành lập các kết hợp dân sự (tiếng Chamorro: unikon sibit) chứa tất cả các quyền và lợi ích của hôn nhân dân sự ở đảo Guam. Dự luật bị lên án nặng nề bởi Giáo hội Công giáo. Dự luật không có đủ phiếu bầu để lên sàn.
Do sự phản đối của dự luật trong Cộng đồng tôn giáo, Bill 185 và Bill 212 đã được giới thiệu bởi những người đề xuất hôn nhân cùng giới nên dự luật hôn nhân dân sự không được thông qua. Bill 212 nhân đôi dự luật được thông qua trong Hawaii cung cấp các quyền hạn chế đáng kể. Dự luật này được gọi là "Thỏa thuận người thụ hưởng được chỉ định", và không giống như dự luật kết hợp dân sự, sẽ được mở cho cả các cặp cùng giới và khác giới. Cả hai luật cũng không qua được.